# Felix von Müller

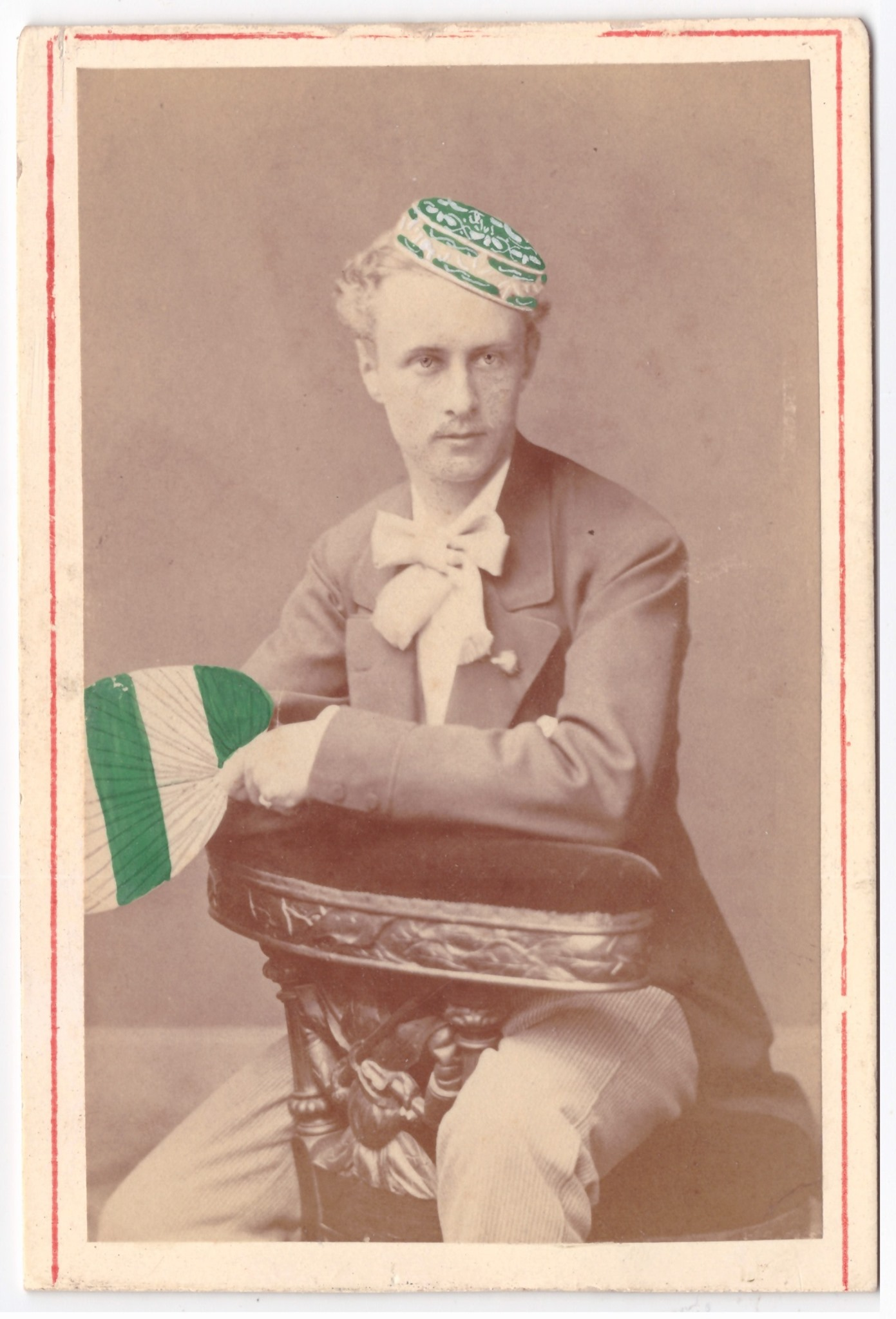
Felix von Müller als Corpsstudent, 1877

Felix Müller, ab 1877 von Müller (* 10. Januar 1857 in Paris; † 19. Mai 1918 in München (Selbstmord)), war ein königlich-preußischer Diplomat und Gesandter. Müller war seit 1898 außerordentlicher Gesandter und bevollmächtigter Minister Preußens in Kairo.

## Leben

### Herkunft
Felix von Müller stammte aus der 1877 in den Adelsstand erhobenen Familie des Malers Karl Friedrich Johann von Müller (1813–1881) und Emma Müller, geborene Stumm (* 1834). Die Familie hatte sich in Paris niedergelassen und war von ihrer Religion her evangelisch-lutherisch orientiert. Ihr Sohn Felix blieb ledig.

### Beruflicher Werdegang
In seiner Kindheit erhielt Felix Privatunterricht, besuchte dann das Gymnasium in Frankfurt am Main, wo er Anfang April 1876 das Abitur ablegte. Nach dem Ende der Schulzeit schloss er ein Studium der Rechtswissenschaften an den Universitäten in Marburg, Heidelberg, Straßburg und Berlin an. Seinem Tagebuch, welches Sebastian Kuboth 2022 in seinem Buch aufbereitete, vertraute von Müller an, dass er 1877 in Heidelberg eine verbotene Liebesbeziehung zu einem Mitkommilitonen, Max Lossow, hatte. Zu dieser Zeit trug er auch Frauenkleider und wurde u. a. mit Karzer bestraft. Nach einem Jahr unterbrach er das Studium, verließ Heidelberg, um ab Oktober 1877 seinen Militärdienst zu absolvieren. Nach einem Jahr legte er sein Offiziersexamen ab und wurde im November 1878 zum Sekonde-Lieutenant befördert. Das Studium setzte er dann fort und erreichte 1882 des Referendarexamen.
Durch die Beziehungen seines Vaters konnte er u. a. Richard Wagner, Clara Schumann und Fanny Lewald kennenlernen.
Nur einen Monat später erhielt von Müller ein Übernahmeangebot für den auswärtigen Dienst. Nach einer kurzen Einarbeitung und der Zulassung für eine diplomatische Laufbahn, begann er 1884 eine kommissarische Beschäftigung an der deutschen Gesandtschaft in Stockholm. Zwei Jahre später legte er im Sommer 1885 die diplomatische Prüfung ab und schied gleichzeitig aus dem militärischen Dienst aus. Zum Legationssekretär ernannt erhielt er noch im gleichen Jahr Verwendung an der Gesandtschaft in Paris. Von dort wechselte er im Sommer 1886 nach Kopenhagen und 1888 nach London. Hier war er bis 1889 bereits als 2. Sekretär der Botschaft eingesetzt. Daran schlossen sich Einsätze in Bern, Rom (Quirinal) und 1895 in Paris an.
Ende 1897 übernahm Felix von Müller die Geschäfte als Generalkonsul in Kairo. Nur ein Jahr später erhielt er den Titel eines außerordentlichen Gesandten und bevollmächtigten Ministers. Von Ägypten aus wechselte er 1902 als preußischer Gesandter nach Weimar und drei Jahre später nach Stockholm. Während dieser Amtszeit war er in den Sommermonaten kommissarisch beim Reichskanzler Bernhard Fürst von Bülow auf Norderney zur Führung der laufenden außenpolitischen Vorgänge in der Urlaubszeit zuständig. Ab Oktober 1907 wurde er in den Niederlanden eingesetzt und übernahm Anfang 1908 die Geschäfte des Gesandten in Den Haag. In dieser Position erhielt er 1910 den Charakter als Wirklich Geheimer Rat mit dem Prädikat Exzellenz. Auch während der Zeit des Weltkrieges verblieb er auf seinem Posten in den Niederlanden und wurde im April 1915 in den Ruhestand versetzt.
Von Müller zog sich die folgenden Jahre nach München zurück. Hier setzte er am 19. Mai 1918 seinem Leben ein Ende.